# Giuseppe Edoardo Sansone
Giuseppe Edoardo Sansone (Ascoli Piceno, 1925 – Roma, 24 luglio 2003) è stato un filologo italiano.

## Biografia
Figlio di Mario Sansone, italianista e docente all'Università degli Studi di Bari, studiò filologia presso le università di Napoli, Firenze (1948-1949) e Roma La Sapienza (1950), dove fu allievo di Salvatore Battaglia e Mario Casella. Precedentemente agli studi di specializzazione conseguì il dottorato (1948) presso l'Università degli Studi di Genova. Fu docente in vari atenei italiani, a Porto Rico e alla Columbia; dal 1950 trovò impiego come assistente di filologia romanza a Roma e in seguito ne divenne professore ordinario. Oltre a tradurre opere poetiche in italiano e a crearne egli stesso, scrisse di filologia italiana e romanza (diversi saggi sulla poesia trobadorica) e pubblicò numerosi testi medievali. A partire dagli anni '50 si specializzò in letteratura catalana, pubblicando edizioni critiche del Reggimento e costumi di donna di Francesco da Barberino (1957), del Lazarillo de Manzanares con otras cinco novelas di Juan Cortés de Tolosa (1974), del Carriaggio di Nîmes, de le Chanson de geste del XII secolo (1969), del Cercapou attribuito a Francesc Eiximenis (1958), del Llibre de consolació i de consell di Albertano da Brescia (1965) e della traduzione francese del Libro delle bestie di Raimondo Lullo (1964). Inoltre ha tradotto in italiano le poesie di Josep Vicenç Foix e le Elegies de Bierville di Carles Riba.
Nel 1958 fondò la collana Biblioteca di filologia romanza e nel 1997 la rivista La parola del testo. Fu presidente della Società Italiana di Filologia Romanza (SIFR) e pubblicò il volume La filologia romanza in Italia (Zauli, Roma, 1998) che raccoglie la bibliografia romanista prodotta in Italia dalla fine della seconda guerra mondiale. Già nel 1963 ricevette il premio Enric de Larratea dell'Institut d'Estudis Catalans (IEC). Fu membro corrispondente dell'Acadèmia de bones lletres di Barcellona (1959) e dal 1978 presiedette l'Associazione Italiana di Studi Catalani (AISC). Nel 1990 fu proclamato dottore honoris causa dall'Università di Barcellona e nel 1998 fu insignito della Creu de Sant Jordi. Ricevette anche la cittadinanza onoraria di Capri, dove era solito recarsi in vacanza. Uno dei suoi ultimi contributi agli studi catalani è stato la cura di due volumi conclusivi dell'Antologia de poetes catalans diretta da Martín de Riquer, nel 1997 (De Maragall als nostres dies, volumi 3 e 4).

## Opere

### Filologia
- Gli insegnamenti di cortesia in lingua d'oc e d'oïl, Bari, Adriatica, 1953, SBN MIL0049191.
- Studi di filologia catalana, Bari, Adriatica, 1963, SBN MIL0094997.
- Saggi iberici, raccolta d'articoli, Bari, Adriatica, 1963, SBN SBL0597691.
- La Nozione di cortesia nei testi didattici di lingua d'Oc, frontespizio – Università di Roma, Facoltà di magistero, Roma, Elia, 1975, SBN SBL0592416.
- Le trame della poesia: per una teoria funzionale del verso, Firenze, Vallecchi, 1988, SBN CFI0159386.
- I luoghi del tradurre: capitoli sulla versione poetica, Milano, Guerini, 1991, SBN CFI0185688.
- Scritti catalani di filologia e letteratura, raccolta d'articoli, Bari, Adriatica, 1994, SBN MIL0230987.
- Andrea Giannetti e Mauro Cursietti, La filologia romanza in Italia. Bibliografia 1945-1995, Roma, Zauli, 1998, SBN MIL0230987.
- Verso e testo tra poetica ed ecdotica, Napoli, Istituto italiano per gli studi filosofici, 2003, SBN RMB0641467.

### Critica
- Francesc Eiximenis, Cercapou, a cura di Giuseppe E. Sansone, volumi 2, Barcellona, Barcino, 1957-1958, SBN RMB0641467.
- Francesc Eiximenis, Cercapou, a cura di Giuseppe E. Sansone, volumi 2, Barcellona, Barcino, 1988, SBN TSA0039880.
- Francesco da Barberino, Reggimento e costumi di donna, a cura di Giuseppe E. Sansone, edizione critica, Torino, Loescher – Chiantore, 1957, SBN MIL0041709.
- La prima redazione del Reggimento e costumi di donna di Francesco di Barberino, Firenze, Loescher-Chiantore, 1956, SBN UBO3818450.
- Per il testo del Reggimento e costumi di donna di Francesco da Barberino, Torino, Bona, 19??, SBN NAP0367392.
- Juan Cortés de Tolosa, Lazarillo de Manzanares: con otras cinco novelas, edizione, introduzione e note di Giuseppe E. Sansone, volumi 2, Barcellona, Tip. Ecumene, 1960, SBN PUV0528755.
- Juan Cortés de Tolosa, Lazarillo de Manzanares: con otras cinco novelas, edizione, introduzione e note di Giuseppe E. Sansone, volumi 2, Madrid, Espasa-Calpe, 1974, SBN SBL0699906.
- Ramón Llull, Il "Livre des bestes" di Ramon LLull: traduzione francese anonima del XV secolo, a cura di Giuseppe E. Sansone (testo inedito), Roma, Tipografica editrice romana, 1964, SBN MIL0325402.
- Albertano da Brescia, Llibre de consolació i de consell, a cura di Giuseppe E. Sansone, Barcellona, Barcino, 1965, SBN UBO0046452.
- Mario Casella, Saggi di letteratura provenzale e catalana, a cura di Giuseppe E. Sansone (raccolte), Bari, Adriatica, 1966, SBN MIL0095000.
- Il Carriaggio di Nimes: canzone di gesta del XII secolo, disegni originali di Giovanni Brancaccio; in appendice: Dalle Storie narbonesi di Andrea da Barberino, Bari, Dedalo, 1969, SBN MIL0056325.
- Testi didattico-cortesi di Provenza, Bari, Adriatica, 1977, SBN SBL0153444.
- Testi didattico-cortesi di Provenza, Bari, Adriatica, 1986, SBN NAP0044163.
- Silvio Pellegrini, Varietà romanze, a cura di Giuseppe E. Sansone, Bari, Adriatica, 1977, SBN SBL0157453.
- Carles Riba, Elegie di Bierville, a cura di Giuseppe E. Sansone (introduzione e traduzione), Torino, G. Einaudi, 1977, SBN SBL0158044.
- Josep Carner, Poesia catalana del novecento, a cura di Giuseppe E. Sansone, Roma, Newton Compton, 1979, SBN CAG0049078.
- La poesia dell'antica Provenza: testi e storia dei trovatori, volumi 2, Parma, U. Guanda, 1979-1984, SBN CFI0064783.
- Garcilaso de la Vega, Sonetti, Parma, U. Guanda, 1988, SBN CFI0193205.
- I trovatori licenziosi, Milano, ES, 1992, SBN LO10245354.
- Poesia d'amore nella Spagna medievale, Milano, Pratiche, 1996, SBN PUV0280877.
- De Maragall als nostres dies, in Antologia de poetes catalans: un millenni de literatura 3, vol. 1, Barcellona, Galaxia Gutenberg, 1997, SBN MIL0426316.
- De Maragall als nostres dies, in Antologia de poetes catalans: un millenni de literatura 4, vol. 2, Barcellona, Galaxia Gutenberg, 1997, SBN MIL0426327.
- Carlo Del Nero e Alain Chartier, La dama sanza merzede: volgarizzamento del XV secolo da Alain Chartier, Roma, Zauli arti grafiche, 1997, SBN MIL0426327.
- Raffaele Capozzoli, Don Chisciotte della Mancia: ridotto in versi napoletani, illustrazioni di Bruno Starita (inedite), Napoli, A. Guida, 1988, SBN NAP0210842.
- Alain Chartier, La bella dama senza pietà, Firenze-Antella, Passigli, 1998, SBN VIA0068093.
- Poesia catalana del Medioevo: antologia, Novara, Interlinea, 2001, SBN MIL0510811.
- Diorama lusitano: poesie d'amore e di scherno dei trovatori galego-portoghesi, 1ª ed., Milano, Biblioteca universale Rizzoli, 1990, SBN RAV0122509.
- Diorama lusitano: poesie d'amore e di scherno dei trovatori galego-portoghesi, 2ª ed., Milano, Fabbri, 2001, SBN MIL0544913.
- Giovanni Villani e Giulio Cura Curà, Giovanni Villani, a cura di Giuseppe E. Sansone (introduzione), Roma, Istituto poligrafico e Zecca dello Stato, 2002, SBN NAP0288303.
- Carles Duarte, Ponente sull'orlo: poesie scelte, Novara, Interlinea, 2002, SBN MOD0746738.
- Cronisti medievali, apparati a cura di Mauro Cursietti, Roma, Istituto poligrafico e Zecca dello stato, 2003, SBN MOD0746738.

### Poesia
- Immutate stagioni, Milano, Principato, 1946, SBN UBO2731822.
- Parabolare, Roma, Cooperativa Scrittori, 1946, SBN BVE0261674.
- Uomo in mare (1978-1982), Manduria, Lacaita, 1983, SBN BRI0022279.
- Discanto, presentazione di Enzo Mazza, Casier, Biblioteca Cominiana, 1991, SBN BVE0111313.
- Fiore di pietra, Milano, All'insegna del pesce d'oro, 1996, SBN PA10000028.
- Nel breve incontro, Roma, Empiria, 1998, SBN BVE0148892.
- L'inquieta relazione, Verona, Fiorini, 2000, SBN CFI0517993.
- I segni infranti, Novara, Interlinea, 2001, SBN TO01045722.